# Miloš Vasić
Miloš Vasić –en serbio, Милош Васић– (Loznica, Yugoslavia, 10 de enero de 1991) es un deportista serbio que compite en remo.
Ganó una medalla de bronce en el Campeonato Mundial de Remo de 2015 y cuatro medallas de bronce en el Campeonato Europeo de Remo entre los años 2012 y 2021.
Participó en tres Juegos Olímpicos de Verano, entre los años 2012 y 2020,  ocupando el quinto lugar en Tokio 2020, en la prueba de dos sin timonel.

## Palmarés internacional
| Campeonato Mundial | Campeonato Mundial       | Campeonato Mundial | Campeonato Mundial |
| Año                | Lugar                    | Medalla            | Prueba             |
| ------------------ | ------------------------ | ------------------ | ------------------ |
| 2015               | Aiguebelette (Francia)   | Medalla de bronce  | Dos sin timonel    |
| Campeonato Europeo |                          |                    |                    |
| Año                | Lugar                    | Medalla            | Prueba             |
| 2012               | Varese (Italia)          | Medalla de bronce  | Cuatro sin timonel |
| 2015               | Poznań (Polonia)         | Medalla de bronce  | Dos sin timonel    |
| 2017               | Račice (República Checa) | Medalla de bronce  | Dos sin timonel    |
| 2021               | Varese (Italia)          | Medalla de bronce  | Dos sin timonel    |